# Charlie Kaufman
Charles "Charlie" Stuart Kaufman (født 20. september 1958) er en amerikansk manuskriptforfatter og filminstruktør.

## Biografi
Han slog for alvor igennem med filmen Being John Malkovich med John Cusack og Cameron Diaz i to af hovedrollerne og instrueret af Spike Jonze. Filmen modtog flere Oscarnomineringer, bl.a. for bedste instruktør, bedste kvindelige birolle og bedste originale manuskript.
Successen blev fulgt op med først Adaptation i 2002, instrueret igen af Spike Jonze og for hvilken Kaufman denne gang blev Oscarnomineret for bedste filmatisering. 
I 2004 var han sammen med instruktøren Michel Gondry manden bag Evigt solskin i et pletfrit sind (Eternal Sunshine of the Spotless Mind), for hvilken han vandt en Oscar for bedste originale manuskript.
Kaufman er kendt for at give sine hovedpersoner et selvkritisk og negativt syn på livet, hvilket vi ser for Craig (John Cusack) i Being John Malkovich, Charlie (Nicolas Cage) i Adaptation og Joel (Jim Carrey) i Eternal Sunshine of the Spotless Mind.
I 2008 debuterede Kaufman som filminstruktør med New York Iscenesat (eng: Synecdoche New York).

## Filmografi
- Being John Malkovich (1999)
- Human Nature (2001)
- Adaptation (2002)
- Confessions of a Dangerous Mind (2002)
- Evigt solskin i et pletfrit sind (Eternal Sunshine of the Spotless Mind) (2004)
- New York Iscenesat (2008)

## Priser og nomineringer
- Oscar for bedste originale manuskript
  - Being John Malkovich (2000), nomineret
  - Eternal Sunshine of the Spotless Mind (2005), vandt
- Oscar for bedste filmatisering
  - Adaptation (2003), nomineret

- BAFTA Award for bedste originale manuskript
  - Being John Malkovich (2000), vandt
  - Eternal Sunshine of the Spotless Mind (2005), vandt
- BAFTA Award for bedste filmatisering
  - Adaptation (2003), vandt

- Golden Globe Award for bedste filmmanuskript
  - Being John Malkovich (2000), nomineret
  - Adaptation (2003), nomineret
  - Eternal sunshine of the spotless mind (2005), nomineret

- Saturn Award for bedste manuskriptforfatter
  - Being John Malkovich (2000), vandt
  - Eternal Sunshine of the Spotless Mind (2005), nomineret

- Writers Guild of America Award for bedste originale manuskript
  - Being John Malkovich (2000), nomineret
  - Eternal Sunshine of the Spotless Mind (2005), vandt
- Writers Guild of America Award for bedste filmatisering
  - Adaptation (2003), nomineret